# محمد محسن أبي حيدر
محمد محسن أبي حيدر (1860 – 1945)،سياسي لبناني سابق من بلاد جبيل في جبل لبنان.

## ولادته ونشأته
ولد في بلدة الحصون في قضاء جبيل اللبناني وذلك في العام 1860 ميلادي.
تلقى علومه الأولية على بعض المشايخ وفي الكتاتيب.

## في عهد متصرفية جبل لبنان
انتخب عضوا في مجلس إدارة متصرفية جبل لبنان عن قضاء كسروان وذلك في العام 1903 ميلادي. واعيد انتخابه سنة 1909 واستمر في منصبه حتى العام 1915 ميلادي.

## في عهد الإنتداب الفرنسي
كان من المناصرين لفكرة الدولة العربية ومتحمّسا للحكومة الفيصيلية في دمشق، فوقّع مع ستة أعضاء من مجلس الإدارة في العام 1920 اتفاقا مع الأمير فيصل على قاعدة استقلال لبنان وحياده بعد تكبيره. فاعتقلته السلطات لفرنسية وحاكمته بتهمة الخيانة العظمى ونفته غلى جزيرة ارواد ومن ثم غلى جزيرة كورسكا.
تدخلت عصبة الأمم فاصدرت الرئاسة الفرنسية قرارا بالعفو عنهم في العام 1932 فعاد إلى لبنان.

## وفاته
توفي في العام 1945 ميلادي.